# 아서 C. 클라크

아서 C. 클라크(2005년)

아서 찰스 클라크 경(영어: Sir Arthur Charles Clarke, CBE, 1917년 12월 16일~2008년 3월 19일)은 영국의 작가, 발명가이자 미래학자, 해저 탐험가, TV시리즈 호스트이다. 자신의 SF 소설 《2001 스페이스 오디세이》로 가장 잘 알려져 있으며, 동명의 영화에서 스탠리 큐브릭 감독과 함께 작업하기도 했다. 그는 로버트 A. 하인라인, 아이작 아시모프와 함께 과학소설계의 "삼대 거물"(Big Three)로 여겨졌다.
대표작으로 《라마》 시리즈, 《스페이스 오디세이》 시리즈, 《유년기의 끝》, 《도시와 별》, 《낙원의 샘》 등이 있으며 《바다 순찰대》와 같이 단편을 각색한 장편도 있다.
1989년에 영국 왕실로부터 대영 제국 훈장 3등급(CBE)을 받았고, 1998년에는 Knight Bachelor(기사작위)에 서임되었다.
1973년, 1979년에 휴고상과 네뷸러상을 동시 수상하기도 했다.
2008년 3월 19일 90세를 일기로 스리랑카 콜롬보의 자택에서 사망했다.

## 2001 스페이스 오디세이
2001 스페이스 오디세이는 아서 찰스 클라크의 소설인 '스페이스 오디세이' 시리즈를 바탕으로 만들어진 영화이다. 다음은, 그가 집필한 소설 스페이스 오디세이 시리즈이다.
1. 2001 : 스페이스 오디세이 (2001, A space odyssey)
2. 2010 : 스페이스 오디세이 II (2010, Odyssey II)
3. 2061 : 스페이스 오디세이 III (2061, Odyssey III)
4. 3001 : 최후의 오디세이 (3001, The final odyssey) - 최근 출간

2017년 현재 황금가지 출판사에서 4권을 전부 번역 출간했다.

## 정지 위성
클라크의 가장 큰 과학적 기여는 정지 위성을 이용한 통신 중계에 관한 발명이었다. 그는 이 생각을 〈Extra-Terrestrial Relays — Can Rocket Stations Give Worldwide Radio Coverage?〉라는 제목의 논문으로 1945년 10월, Wireless World라는 잡지에 기고했다. 그의 이 업적을 기려 정지 궤도를 클라크 궤도, 또는 클라크 대라고 부르기도 한다.
하지만 이 기고문이 현재의 통신 위성을 만드는 것에 영감을 주었는지는 확실치 않다. 벨 연구소의 존 R. 피어스는 1954년 독자적으로 통신 위성의 개념을 고안하였고, 에코 위성과 텔스타 계획에도 참여했다. 게다가 피어스는 클라크의 글과는 상관없이 통신 위성에 관한 생각이 문득 떠올랐다고 적고 있다.
또한 클라크의 통신 중계에 관한 고안과는 별도로, 정지 궤도의 위성을 통한 통신에 관한 생각은 그 이전의 다른 글에서도 언급되고 있다. 예를 들어 정지 위성의 아이디어는 헤르만 오베르트의 1923년 책 Die Rakete zu den Planetenräumen(행성 간 공간에의 로켓)에 언급되어 있으며, 정지 위성을 이용한 통신은 헤르만 포토치닉의 1928년 책 Das Problem der Befahrung des Weltraums — der Raketen-Motor(우주 여행의 문제점 - 로켓 모터)에 나와 있다. 클라크는 그의 책 Profiles of the Future에서 이 예전 결과를 인정하는 글을 남기기도 했다.

## 참고
1. ↑  Sci-fi guru Arthur C. Clarke dies at 90 - Space- msnbc.com
2. ↑  Clarke, Arthur C. (1984). 《Profiles of the Future: An Inquiry Into the Limits of the Possible》. New York, New York: Holt, Rinehart & WIlson. 205n쪽. ISBN 0030697832. "INTELSAT, the International Telecommunications Satellite Organisation which operates the global system, has started calling it the Clarke orbit. Flattered though I am, honesty compels me to point out that the concept of such an orbit predates my 1945 paper 'Extra Terrestrial Relays' by at least twenty years. I didn't invent it, but only annexed it."